# N-Methylperfluoroctansulfonamid
N-Methylperfluoroctansulfonamid ist eine chemische Verbindung aus der Gruppe der perfluorierten Sulfonamide und ein Derivat der Perfluoroctansulfonsäure (PFOS) bzw. von Perfluoroctansulfonamid.

## Vorkommen
N-Methylperfluoroctansulfonamid konnte als Verunreinung in der Luft, Hausstaub und menschlichem Blut nachgewiesen werden. Etliche Proben aus der Umweltprobenbank des Bundes wurden bisher auf N-Methylperfluoroctansulfonamid hin analysiert.

## Eigenschaften
N-Methylperfluoroctansulfonamid ist ein weißer Feststoff, der praktisch unlöslich in Wasser ist. Seine Halbwertszeit gegenüber Hydrolyse beträgt 1,7 Jahre bei einem pH-Wert von 7 und 25 °C. In der Umwelt und in Organismen kann N-Methylperfluoroctansulfonamid durch Dealkylierung zu Perfluoroctansulfonamid und nachfolgender Hydrolyse zu PFOS umgewandelt werden.

## Verwendung
N-Methylperfluoroctansulfonamid wird als Tensid in der Abwasserbehandlung und zur Verpackung von Lebensmitteln verwendet. Es dient auch als Zwischenprodukt zur Herstellung von anderen Tensiden und Oberflächenschutzprodukten.

## Regulierung
Da N-Methylperfluoroctansulfonamid unter die Definition „Perfluoroctansulfonsäure und ihre Derivate (PFOS) C8F17SO2X (X = OH, Metallsalze (O−M+), Halogenide, Amide und andere Derivate einschließlich Polymere)“ in der EU-POP-Verordnung sowie in der Chemikalien-Risikoreduktions-Verordnung fällt, unterliegt es im EWR und in der Schweiz einem weitreichenden Verbot.